# روهان إنس
روهان إنس (بالإنجليزية: Rohan Ince)‏ هو لاعب كرة قدم بريطاني في مركز الدفاع، ولد في 8 نوفمبر 1992 في لندن في المملكة المتحدة. لعب مع برايتون أند هوف ألبيون وتشيلسي ونادي فولهام ويوفل تاون.

## وصلات خارجية
- روهان إنس على موقع قاعدة بيانات كرة القدم.إي يو (الإنجليزية)
- روهان إنس على موقع Soccerbase.com (لاعب) (الإنجليزية)
- روهان إنس على موقع Soccerway.com (الإنجليزية)
- روهان إنس على موقع AS.com (الإسبانية)